# Посон
Посо́н (кор. 보성군?, 寶城郡?, Boseong-gun) — уезд в провинции Чолла-Намдо, Южная Корея.

## Туризм и достопримечательности
- Музей зелёного чая

## Города-побратимы
Посон является городом-побратимом следующих городов:
- Каннам, Республика Корея
- Канбук, Республика Корея
- Йондже, Республика Корея
- Пукку, Республика Корея
- Суцзятунь, Китай